# 詩を口述するホメロス
『詩を口述するホメロス』（しをこうじゅつするホメロス、蘭: Homerus、英: Homer Dictating his Verses）は、17世紀オランダ黄金時代の巨匠レンブラント・ファン・レインが1663年にキャンバス上に油彩で制作した絵画で、画家の署名と制作年が記されている。 主題は、古代ギリシアの叙事詩人ホメロスである。作品は、1894年、ロンドンでアブラハム・ベレンディウスにより購入され、以降、ハーグにあるマウリッツハイス美術館に寄託されていたが、1946年に美術館に遺贈された。

## 作品
『ホメロスの胸像を見つめるアリストテレス』(1653年、メトロポリタン美術館) と失われた『アレクサンドロス大王』 (1663年) とともに、本作は、シチリアの貴族で、大きな美術コレクションを持っていたアントニオ・ルッフォからレンブラントに委嘱された３作品のうちの1つであった。本作は、いったんシチリアに送られたが、「未完成」という理由で送り返され、レンブラントが改めて手を加えて「完成」したことが記録によって知られている。このエピソードは、レンブラントが晩年においてもなお国際的名声を持っていたこと、そして彼の闊達自在な筆遣いが高名な収集家を戸惑わせるほど特異なものであったことを物語っている。作品は、1750年頃までルッフォ家に残っていたが、その後、1810年2月16日のロンドンのクリスティーズの競売で、『学校の教師と生徒』として記録に登場している。
レンブラントは、ギリシアの詩人ホメロスの頭部を描くのに幅広い筆致を用いている。ホメロスの黄金色の衣服は光の中で輝いているが、画家はパレットナイフを使って絵具を非常に効果的に塗っている。絵画には元来、盲目であったホメロスが詩を口述していた相手の書記が見えていたが、彼の姿は火災で失われている。それでも、画面下の部分には、いまだにペンと1枚の紙を持っている2本の指を見て取ることができる。